# 苏拉特加尔
苏拉特加尔（Suratgarh），是印度拉贾斯坦邦Ganganagar县的一个城镇。总人口58076（2001年）。

## 人口
该地2001年总人口58076人，其中男性31062人，女性27014人；0—6岁人口8741人，其中男4733人，女4008人；识字率62.85%，其中男性为70.33%，女性为54.25%。